# System of a Down (Album)
System of a Down ist das Ende Juni 1998 veröffentlichte Debütalbum der gleichnamigen US-Band mit armenischen Wurzeln. Stilistisch ist die häufig dem Nu- oder Alternative Metal zugeordnete Musik nur schwer zu greifen, da es sich um ein Crossover verschiedenster Einflüsse handelt.
2002 wurde das von Rick Rubin produzierte Album in den USA mit Platin ausgezeichnet. Musikkritiker sprechen System of a Down eine herausragende Bedeutung zu, es findet sich in diversen Bestenlisten wieder.

## Hintergrund
Das von Rick Rubin produzierte Album wurde zwischen November 1997 und März 1998 in den kalifornischen Sound City Studios aufgenommen. Toningenieurin war Sylvia Massy, für den Mix zeichnete Dave Sardy verantwortlich. Am 30. Juni 1998 wurde System of a Down über American Recordings veröffentlicht.
Von insgesamt 26 aufgenommenen Songs wurden dreizehn für das Album ausgewählt. Im Song P.L.U.C.K. wird der armenische Genozid, bei dem die armenischstämmigen Mitglieder der Band Verwandte und Landsleute verloren haben, thematisiert. Hierzu heißt es im Booklet: „System of a Down would like to dedicate this song to the memory of the 1.5 million victims of the Armenian Genocide, perpetrated by the Turkish Government in 1915.“ (eng.: „System of a Down möchte dieses Stück der Erinnerung an die 1,5 Millionen Opfer des Armenischen Genozids widmen, der 1915 von der türkischen Regierung verübt wurde.“)
Gitarrist Daron Malakian zeichnet für die Musik aller Stücke verantwortlich, Bassist Shavo Odadjian wird in vier Songs als Mitkomponist geführt, während Sänger Serj Tankian alle Texte beisteuerte und zwei Stücke mitschrieb.
Das Albumcover basiert auf einem Bild einer Hand mit ausgestreckten fünf Fingern von John Heartfield, das dieser unmittelbar vor der Zeit des Nationalsozialismus für ein Plakat der Kommunistischen Partei Deutschlands („Liste 5“) angefertigt hatte.

## Musikstil
Obwohl häufig dem Nu Metal zugeordnet, hat die Band mit dessen Protagonisten wie Korn, Slipknot, Deftones oder Limp Bizkit nicht viel gemein. Vielmehr ist auf System of a Down ein Crossover verschiedenster Stilistiken wie Alternative, Avantgarde, Folk, Grindcore, Hardcore, Jazz, Pop, Prog, Punk, Rap, Rock, Ska, Swing und Thrash zu vernehmen. So komme zusammen, „was eigentlich nicht zusammen gehört – und trotzdem funktioniert“. Wiederkehrend durchbrechen folkloristische Rhythmen und Melodien die vordergründige „Metalfassade“. Damit legte System of a Down mit seinem Debütalbum den Grundstein für den auch auf späteren Veröffentlichungen vollzogenen Stilmix, der häufig auf harte Stimmungsbrüche setzt. Vergleichbar ist die Experimentierfreude mit der von Mr. Bungle, wobei System of a Down zugänglicher ist.
Produzent Rick Rubin wird eine mitentscheidende Rolle zugeschrieben, dass System of a Down nicht den Fokus verliert, der vorzufindende Dynamikumfang des Albums ist für seine Zeit ungewöhnlich. In Songs wie P.L.U.C.K. lässt die Band „unbeschwerte, fast fröhliche Musik und ernste Thematik aufeinanderprallen“ – „Im Tanzrhythmus besingt Tankian den Völkermord ... bevor im Refrain zweistimmig der Klageteil einsetzt“.
Sänger Serj Tankian zeigt auf dem Album eine große Bandbreite seines Könnens: „Er schreit, growlt, shoutet, screamt, frisst das Mikro, predigt, beschwört, und clean singen kann er auch noch.“ Tankian lasse damit Ausnahmekünstler „Mike Patton wie einen normalen Menschen aussehen“.

## Rezeption
System of a Down wurde international generell positiv rezensiert. Allmusic vergab beispielsweise vier von fünf Punkten, während Pitchfork Media von „the most inventive crossover ... recording since Rage Against the Machine's debut“ (eng.: die originellste Crossover-Aufnahme seit dem Debüt von Rage Against the Machine) sprach und 7,5 von maximal 10 Punkten verlieh.
Dem Album wird im popkulturellen Kontext eine überdauernde Bedeutung zugeschrieben. So listete der deutsche Metal Hammer System of a Down in seiner History of Metal als eines der „essentiellen Alben der 1990er“, in einer 2005 durchgeführten Befragung unter Visions-Lesern erreichte es den 101. Platz der „besten Alben aller Zeiten“, in der Liste der „besten Metal-Alben aller Zeiten“ des Musikjournalisten Piero Scaruffi findet es sich auf Platz 43 wieder. Die Online-Plattform laut.de widmete System of a Down im Jahr 2015 einen Beitrag in ihrer Rubrik „Meilensteine“, welche Albumklassikern vorbehalten ist, die „[unabhängig] von Genre-Zuordnungen … jeder Musikfan gehört haben muss“. Im Jahr 2004 war System of a Down eines der Alben, das für eine Wiederveröffentlichung in einer Vinyl-ähnlichen Aufmachung im Rahmen der „SPIEGEL Edition“ ausgewählt wurde.
Im Buch 1001 Albums You Must Hear Before You Die wird das Album geführt so wie auch in Tom Moons 1000 Recordings to Hear Before You Die.
Nach lediglich 3000 verkauften CDs in der ersten Woche seiner Veröffentlichung Mitte 1998 stieg System of a Down im Oktober 1999 erstmals in die Billboard 200 ein und erreichte im April des folgenden Jahres und damit knapp zwei Jahre nach Erstveröffentlichung mit Platz 124 seine Höchstplatzierung. Im Februar 2002 wurde dem Debütwerk im Zuge des großen Erfolgs des Nachfolgealbums Toxicity (2001) in den USA Platinstatus für eine Million verkaufte Einheiten verliehen.
Das dritte Stück des Albums, Sugar, ist bis heute der am häufigsten live gespielte Song der Band überhaupt.

## Kommerzieller Erfolg

### Chartplatzierungen
| ChartsChartplatzierungen       | Höchstplatzierung | Wochen |
| ------------------------------ | ----------------- | ------ |
| Vereinigte Staaten (Billboard) | 113 (19 Wo.)      | 19     |

### Auszeichnungen für Musikverkäufe
| Land/Region                  | Auszeichnungen für Musikverkäufe (Land/Region, Auszeichnung, Verkäufe) | Verkäufe  |
| ---------------------------- | ---------------------------------------------------------------------- | --------- |
| Italien (FIMI)               | Gold                                                                   | 25.000    |
| Kanada (MC)                  | Gold                                                                   | 50.000    |
| Neuseeland (RMNZ)            | Gold                                                                   | 7.500     |
| Vereinigte Staaten (RIAA)    | 2× Platin                                                              | 2.000.000 |
| Vereinigtes Königreich (BPI) | Gold (Physisch) · + Gold (Digital)                                     | 200.000   |
| Insgesamt                    | 5× Gold · 2× Platin ·                                                  | 2.282.500 |

## Titelliste und Editionen
Auf dem Album finden sich 13 Stücke mit einer Gesamtspielzeit von etwas mehr als 40 Minuten. Die Titelliste lautet wie folgt:
1. Suite-Pee – 2:32
2. Know – 2:56
3. Sugar – 2:35
4. Suggestions – 2:45
5. Spiders – 3:36
6. DDevil – 1:43
7. Soil – 3:25
8. War? – 2:40
9. Mind – 6:16
10. Peephole – 4:04
11. CUBErt – 1:49
12. Darts – 2:41
13. P.L.U.C.K. (Politically Lying, Unholy, Cowardly Killers) – 3:38

Die japanische Ausgabe des Albums enthält die Stücke Marmalade und Störagéd als Bonustracks, des Weiteren wurde eine limitierte Version mit vier Live-Aufnahmen von einem 1999 gespielten Konzert im New Yorker Irving Plaza auf einer zweiten Bonus-CD veröffentlicht.
Bonustracks der japanischen Ausgabe des Albums
1. Marmalade – 3:00
2. Störagéd – 1:19

Die Bonus-CD der limitierten Tour-Edition enthält vier Livestücke
1. Sugar (live) – 2:28
2. War? (live) – 2:48
3. Suite-Pee (live) – 2:59
4. Know (live) – 3:05